# Ada Majmon
Ada Majmon (hebr.: עדה מימון, ang.: Ada Maimon, ur. 1893 w Mărculești, zm. 10 października 1973) – izraelska polityk, w latach 1949–1955 posłanka do Knesetu z listy Mapai.
W wyborach parlamentarnych w 1949 po raz pierwszy dostała się do izraelskiego parlamentu. Zasiadała w Knesetach I i II kadencji.